# Rio do Côco
Rio do Côco, é um rio do estado de Tocantins.   

## Localização
Localizado ao norte da Ilha do Bananal, no Parque do Araguaia. Com paisagem amazônica, o Rio do Coco possui cerca de 180 km de extensão e largura média de 100 metros.
Situa-se no PEC (Parque Estadual do Cantão), que é considerado uma das áreas protegidas mais importantes da Floresta Amazônica. Essa riqueza biológica deve-se ao fato de que o Cantão, formado como um delta pelo rio Araguaia, Javaés e do Côco, apresenta mais de 800 lagos e um ecótono entre o Cerrado e a Floresta Amazônica.
É um dos limites naturais do município de Pium, na sua porção nordeste. Na extensão do rio do Coco, Pium limita-se com os municípios de Caseara e Marianópolis do Tocantins.

## Características
A característica principal é o de ser extremamente sinuoso e pleno de pequenas ramificações. O período de cheia é de outubro a abril, com chuvas predominantemente torrenciais, em uma média anual de 2000 milímetros.   

## Clima
O clima da região se define distintamente em duas épocas: inverno seco nos meses de maio a outubro, com ausência quase total de chuvas e verão chuvoso, com abundância de águas nos meses de outubro a abril. A temperatura média anual é de 30 graus

## Turismo
A estrutura de temporada de verão em suas praias permite ao visitante usufruir de atividades como pesca, banho, passeios e observação de fauna e flora. Esse rio de águas esverdeadas e mornas delimita o município de Caseara e é muito procurado por pescadores que lá fisgam tucunarés, jaús, curimatãs e barbados. 
O rio Coco abriga a Praia do Sol em suas margens. Formada por 3 km de extensão, a praia funciona de junho a setembro, e conta com quiosques e área para acampamento.

## Fauna
Em toda a sua extensão há uma densa paisagem com características amazônicas. As ilhas que se formam são variadas e convidativas e a fauna é composta de gaivotas, marrecos, mergulhões, capivaras, papagaios e outras espécies.